# Poecilandra pumila
Poecilandra pumila är en tvåhjärtbladig växtart som beskrevs av Julian Alfred Steyermark. Poecilandra pumila ingår i släktet Poecilandra och familjen Ochnaceae. Inga underarter finns listade i Catalogue of Life.